# Bromelia

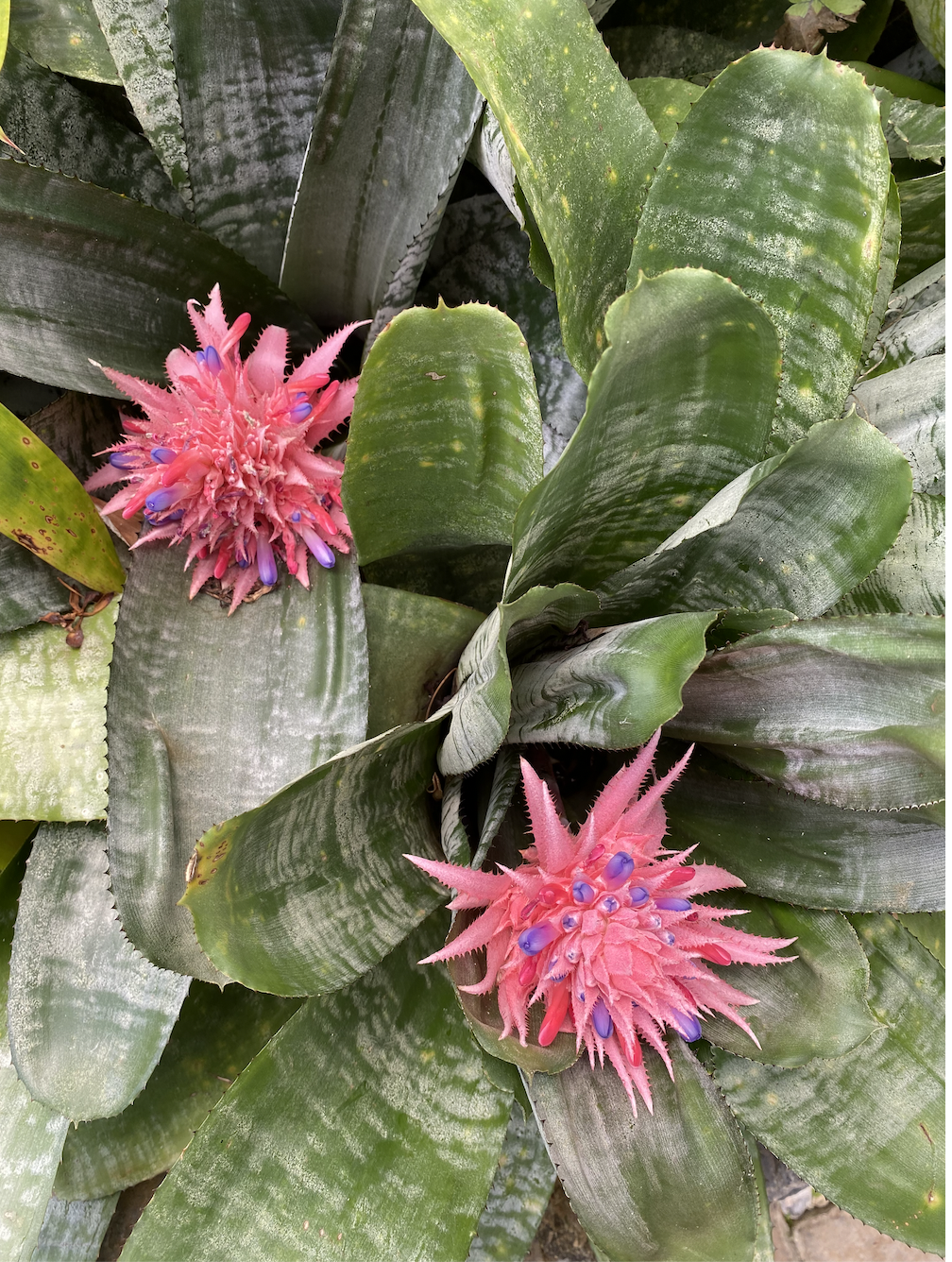
Inflorescencia de la Aechmea fasciata

Bromelia es un género tropical americano de plantas de la familia Bromeliaceae, aunque comúnmente se llama con el mismo nombre a plantas de otros géneros de la misma familia. Sus flores tienen un cáliz muy profundo. 

## Descripción
Es un género tropical americano de plantas de la familia Bromeliceae.
Son plantas de hábitos terrestres, herbáceas, litófitas, que crecen sobre piedras o bien son epífitas que se desarrollan sobre árboles, cactus, etc. acaulescentes a cortamente caulescentes, rizomatosas o estoloníferas; plantas hermafroditas. Hojas arrosetadas y usualmente sin tallo, gruesamente armadas. Inflorescencia sésil o escapífera, pinnada o fasciculado compuesta (simple), sublaxamente alargada a subcapitada; sépalos libres o rara vez connados; pétalos libres, carnosos; estambres connados; ovario ínfero o súpero. Fruto una baya; semillas sin apéndices.
Es característica de algunas especies la reducción vegetativa, donde el cuerpo de la planta carece de tallo, por ejemplo, el heno Tillandsia usneoides. 
Presentan varias características morfológicas casi únicas de la familia, como el desarrollo
de una estructura tipo “tanque", formada por el solapamiento de las bases de las hojas, donde se acumulan agua de lluvia y materia orgánica, que origina un hábitat en el que se desarrollan insectos y arácnidos, así como ranas, etc.; además, de servir como fuente de alimento para otros vertebrados.
Otra estrategia casi única de la familia es la presencia de tricomaos foliares peltados de color grisáceo, en especies que ocupan hábitats extremadamente secos y con altas radiaciones solares.

## Distribución
Originarias principalmente de América; desde el norte de Estados Unidos, hasta Argentina, y una especie en el oeste de África (Pitcairnia feliciana)
Muchas de ellas están dejando de existir (está en peligro de extinción ) en el Perú.

## Usos
Dos especies producen altos dividendos en algunos países como: Ananas comosus (piña) como fruto comestible y Aechmea magdalenae, como fibra cultivada en parcelas con manejo rústico, aunque también es extraída del campo. Por su resistencia y tamaño, la fibra de pita era empleada antiguamente por los indígenas para confeccionar redes de pesca, mecates, etc. 
También la fibra que se obtiene de B. serra y B. hieronymi (chaguar), es una de las bases de la economía de los Wichí del Gran Chaco (Argentina).

## Taxonomía
El género fue descrito por (Linneo) Adans.  y publicado en Species Plantarum 1: 285. 1753.
Etimología
Bromelia: nombre genérico que fue otorgado en honor del botánico sueco Olof Bromelius (1639 – 1705).

## Especies seleccionadas
- Bromelia acanga Schult.f.
- Bromelia agavoides Carrière
- Bromelia alsodes H.St.John
- Bromelia alta L.B.Sm.
- Bromelia antiacantha Bertol.

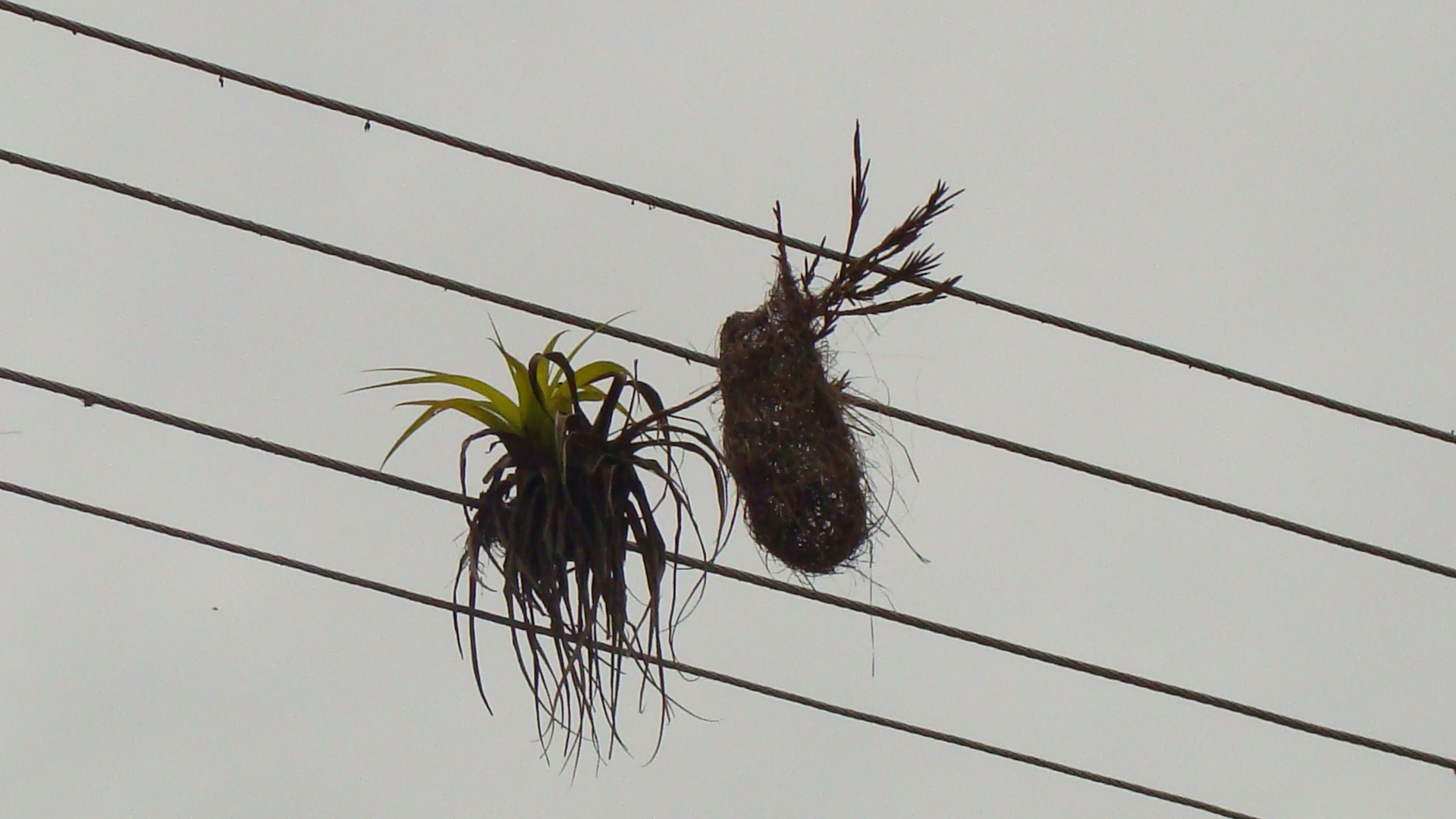
Ejemplar de bromelia con un nido suspendido de la inflorescencia.

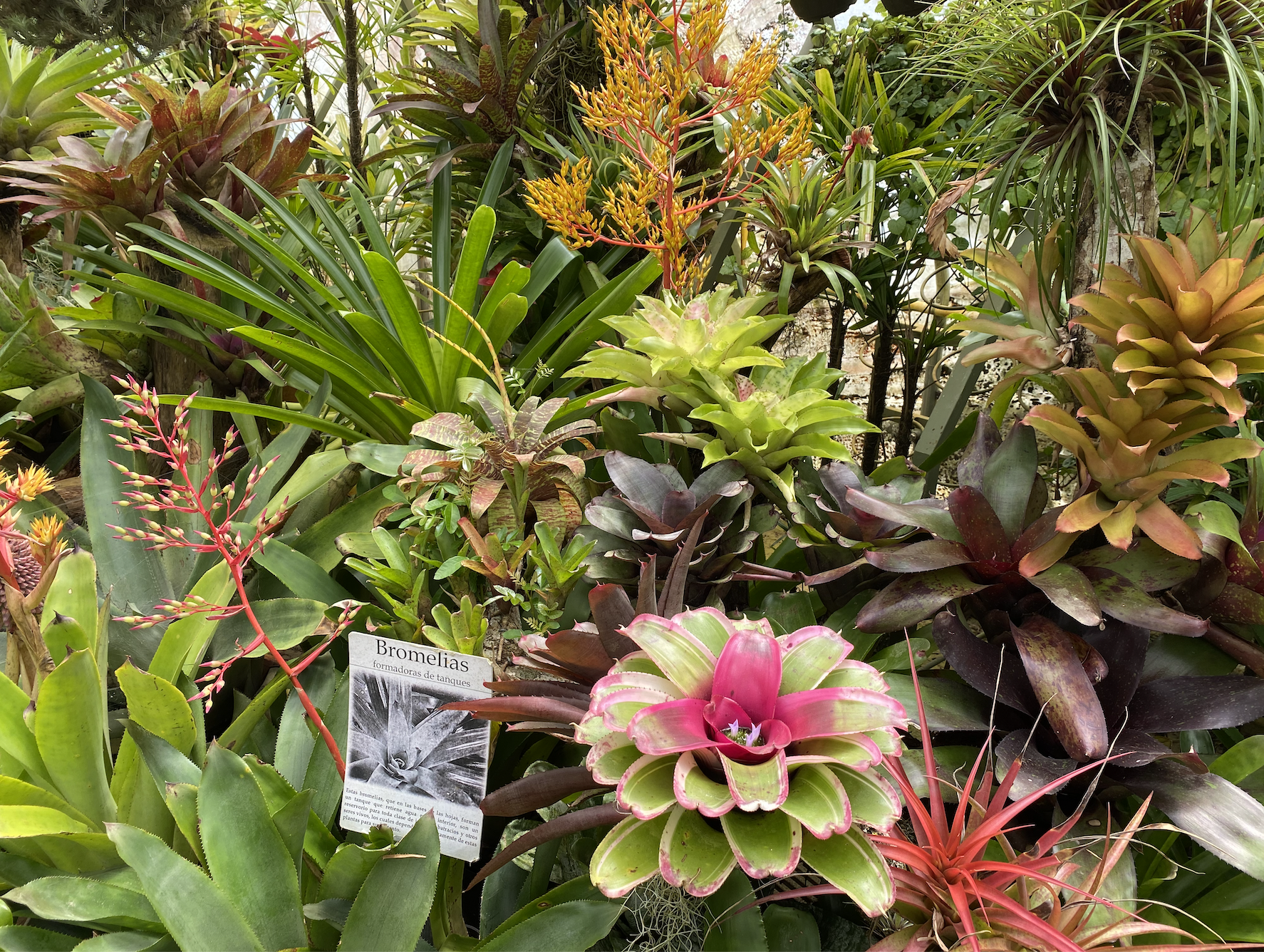
Bromelias

- Bromelia araujoi P.J.Braun, Esteves & Scharf
- Bromelia arenaria Ule
- Bromelia balansae Mez
- Bromelia binoti Hort. Jacob-Makoy
- Bromelia caulescens (Redouté) Kuntze
- Bromelia chrysantha Jacq.
- Bromelia exsudans Lodd.
- Bromelia flemingii I.Ramirez & Carnevali
- Bromelia gigantea Hort.Vindob. ex Schult.f.
- Bromelia goeldiana L.B.Sm.
- Bromelia goyazensis Mez
- Bromelia hieronymii Mez
- Bromelia horstii Rauh
- Bromelia humilis L.
- Bromelia joinvillei e.Morren
- Bromelia karatas L. - Chihuchine[3]
- Bromelia landbeckii Lechl. ex Phil.
- Bromelia macedoi L.B.Sm.
- Bromelia magdalenae (André) C.H.Wright
- Bromelia palmeri Mez in C.DC.
- Bromelia pigna Perr.
- Bromelia pinguin L. - Ananás brava o selvática de América, maya de Cuba y Venezuela, o piña de ratón. En México se le conoce como timbirichi en lengua purhépecha, o cocuixtle en náhuatl.[3]
- Bromelia scarlatina (Linden) E.Morren
- Bromelia serra Griseb.
- Bromelia sphacelataRuiz & Pav.
- Bromelia strobilina Beurl.
- Bromelia sylvicola S.Moore
- Bromelia thyrsifolia Willd. ex Schult.f.